# Poulx
Poulx este o comună în departamentul Gard din sudul Franței. În 2009 avea o populație de 4.054 de locuitori.

## Evoluția populației
| An        | 1975 | 1982 | 1990  | 1999  | 2006  | 2009  |
| --------- | ---- | ---- | ----- | ----- | ----- | ----- |
| Populație | 382  | 723  | 1.630 | 3.148 | 4.095 | 4.054 |